# Calais parreysii
Calais parreysii là một loài bọ cánh cứng trong họ Elateridae. Loài này được Steven miêu tả khoa học năm 1829.

## Hình ảnh

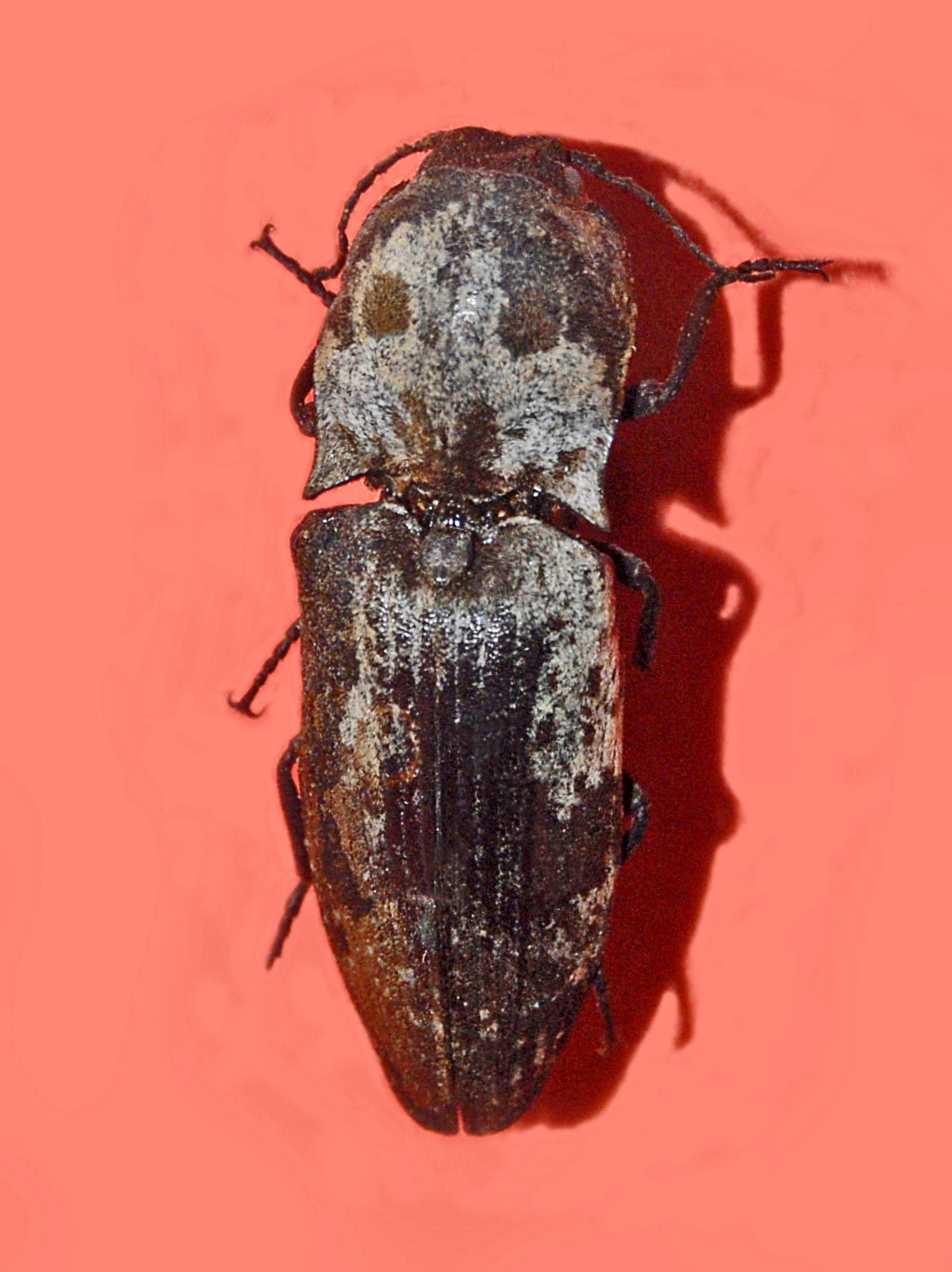